# Marianela González
Marianela González (sinh ngày 23 tháng 7 năm 1978 tại Caracas, Venezuela) là một nữ diễn viên và người mẫu người Venezuela. Hiện cô đang sống tại Colombia. Cha mẹ cô là María del Carmen Álvarez "Carmenchu" và José Rafael González. Cô có một chị gái tên là María Alejandra. Cô được biết đến với vai diễn Pandora Villothyeva trong telenovela Mi Gorda Bella và Renata trong tiểu thuyết La Traicionera.

## Đời tư
Tên khai sinh của Marianela là Marianela Aime González Álvarez. Mắt và tóc của cô có màu nâu sẫm và cô cao 1,70 mét (5 '7 "). Cha Marianela González là một phi công của hãng hàng không và vì điều đó gia đình cô đã có cơ hội đi du lịch các nơi. Mẹ cô đến từ Tây Ban Nha vùng Asturias.
Ngoài đời, Marianela González là bạn tốt với nữ diễn viên đồng nghiệp Aileen Celeste. Hai người họ đã đóng chung trong ba bộ phim truyền hình: La Niña de mis Ojos, Mi Gorda Bella và Por todo lo Alto. Cô thực sự là bạn tốt với nam diễn viên Luciano D'Alessandro.
Màu sắc yêu thích của Marianela là màu đỏ và cuốn sách yêu thích của cô là "A orillas del río Piedra me senté y lloré" của Paolo Coelho. Diễn viên yêu thích của cô là Robert De Niro và Julia Roberts. Bài hát yêu thích của cô là Ronan Keatings "Khi bạn không nói gì cả" từ bộ phim Notting Hill. Món ăn yêu thích của cô là sushi.
Khi được yêu cầu mô tả bản thân bằng ba từ, cô nói rằng cô là người xấu, tích cực và hào phóng. Cô cũng nói rằng chất lượng tốt nhất của cô là một người bạn thực sự tốt. Khiếm khuyết tồi tệ nhất mà cô coi là có là cô luôn dựa vào lý trí và muốn có lời cuối cùng về mọi thứ. Cô ấy nói rằng cô ấy hạnh phúc nhất khi ở trong công ty của bạn bè và những người thân yêu. Và buồn nhất khi cô đơn. Cô ấy không nóng tính, nhưng cô ấy có thể ghen. Đối tác lý tưởng của Marianela sẽ là người chân thành, siêng năng, thông minh, hiểu biết và là người sẽ đánh giá cao cô ấy như cô ấy. Marianela González tin vào hôn nhân, nhưng không yêu từ cái nhìn đầu tiên.